# Заречье (19 224 808 017)
Заречье — деревня в Грязовецком районе Вологодской области.
Входит в состав Комьянского муниципального образования, с точки зрения административно-территориального деления — в Ведерковский сельсовет.
Расстояние до районного центра Грязовца по автодороге — 45 км, до центра муниципального образования Хорошево по прямой — 9 км. Ближайшие населённые пункты — Ивняк, Низовка, Бушуиха.